# Личова Катерина Олександрівна
Катерина Олександрівна Личова (рос. Екатери́на Алекса́ндровна Лычёва; також відома під скороченим ім'ям Катя; нар.. 10 червня 1974, Москва, СРСР) — радянська школярка, яка в дитинстві була «послом доброї волі» та відвідала в 1986 році США з «місією миру». Знялася в ряді радянських фільмів для дітей. Наразі підтримує Путіна та розв'язану ним війну "заради миру" та за "більш справедливий світ".

## Життєпис
Батьки — наукові співробітники; всупереч розповсюдженим чуткам, не мали впливових родичів у структурах радянської влади. Ходили чутки, що серед знайомих сім'ї був один із керівників відділу пропаганди ЦК КПРС. Дід з боку матері — актор Анатолій Ігнатьєв. Катя Личова навчалася у московській спецшколі № 4 з поглибленим вивченням англійської мови (нині школа № 1260).
У 1988 році переїхала з сім'єю до Парижа. З 1995 року працювала у Паризькому центрі сприяння іноземним інвестиціям.
У 2000 році повернулася до Росії, працювала в Міністерстві праці та соціального розвитку РФ. З 2004 року — співробітник Федерального агентства з наукомісткої промисловості (за іншими даними — НП «Об'єднаний авіабудівний консорціум»). З 2005 по 2009 рік працювала віце-президентом ВАТ «АвтоВАЗ». Також працювала у Фонді сприяння розвитку малих форм підприємств у науково-технічній сфері.
У 2011 році пішла у відпустку у зв'язку з вагітністю та пологами, народила доньку.

## Місія миру
Після загибелі в 1985 році Саманти Сміт, яка відвідала СРСР в 1983 році, її матір'ю Джейн і заснованою нею організацією « Діти як миротворці» (англ. Children as the Peacemakers) було запропоновано організувати візит у відповідь до США радянської школярки. Вибір надали радянській стороні, поставивши лише дві умови: дівчинка повинна брати активну участь у боротьбі за мир і не бути старшою, ніж була Саманта на момент загибелі. Катя Личова була відібрана з кількох тисяч кандидатур. З 21 березня по 4 квітня 1986 року вона разом із американською школяркою із міста Сан-Франциско Стар Роу (англ. Star Rowe) здійснила поїздку по США з пропагандою миру, в ході якої відвідала кілька міст США (Вашингтон, Нью-Йорк, Сан-Франциско), Штаб-квартиру ООН, Діснейленд, Центр управління польотами НАСА та зустрілася з президентом Рональдом Рейганом. Поїздка широко висвітлювалася радянськими засобами масової інформації, і Катя стала відомою у Радянському Союзі, особливо серед школярів.

## Робота в кіно
У 1980-х роках Катя Личова знялася у низці фільмів:
1. 1982 — Жива веселка — Катя
2. 1984 — Сильна особа з 2 «А» — Зіна Горєлова, подруга Дмитра
3. 1985 — Дитинство Бембі — маленька Фаліна
4. 1986 — Лермонтов — Варенька Лопухіна в дитинстві (в титрах — Катя Личова)
5. 1987 — Як вдома, як справи? — Наташа Мінаєва

## У культурі
- На честь Саманти Сміт та Каті Личової названо різновид пряжі — Samantha-Katya pink[9].
- 1986 року в СРСР був відомий анекдот: «Які три жінки найпопулярніші в Радянському Союзі? — Алла Пугачова, Катя Личова та Рая Горбачова» [10].